# Koniecpol (gmina)
Koniecpol – gmina miejsko-wiejska w Polsce położona w województwie śląskim, w powiecie częstochowskim. W latach 1975–1998 gmina administracyjnie należała do województwa częstochowskiego.
Siedzibą gminy jest Koniecpol.
1 stycznia 2007 gminę zamieszkiwało 10 606 osób. Natomiast według danych z 31 grudnia 2017 roku gminę zamieszkiwało 9605 osób.
Za Królestwa Polskiego gmina Koniecpol należała do powiatu nowo-radomskiego w guberni piotrkowskiej. 19 maja?/31 maja 1870 do gminy przyłączono pozbawiony praw miejskich Koniecpol.

## Struktura powierzchni
Według danych z roku 2002 gmina Koniecpol ma obszar 146,75 km², w tym:
- użytki rolne: 58%
- użytki leśne: 24%

Gmina stanowi 9,66% powierzchni powiatu.

## Demografia

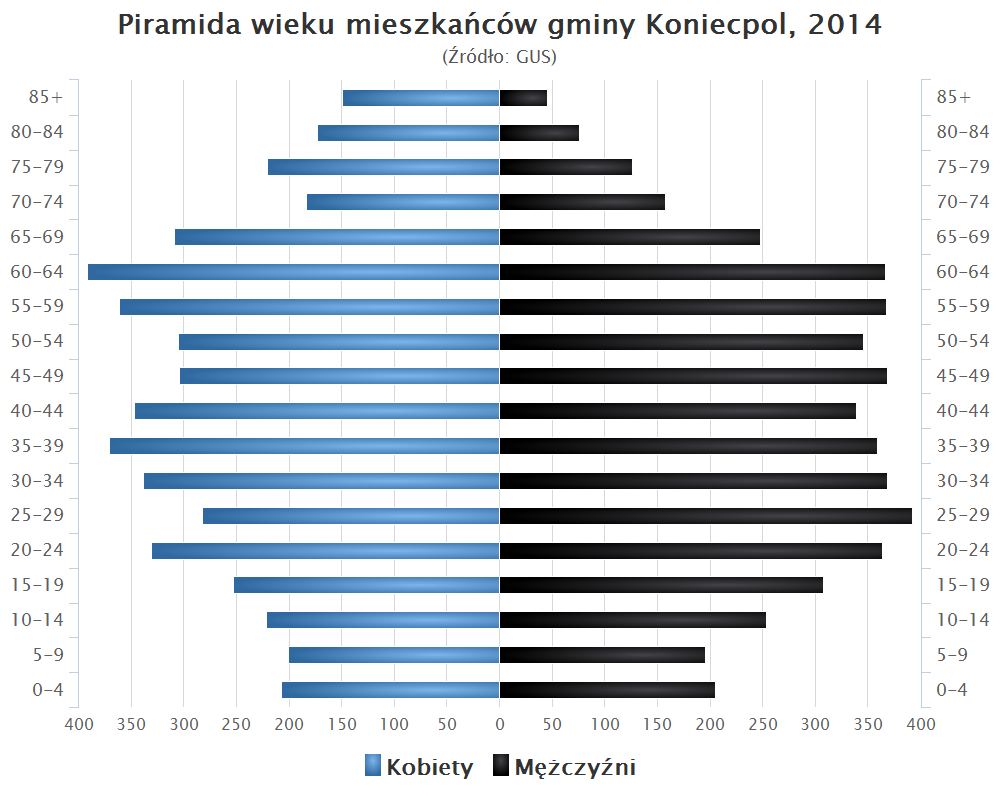
Piramida wieku mieszkańców gminy Koniecpol w 2014 roku

Dane z 31 grudnia 2022:
| Opis                              | Ogółem | Ogółem | Kobiety | Kobiety | Mężczyźni | Mężczyźni |
| --------------------------------- | ------ | ------ | ------- | ------- | --------- | --------- |
| jednostka                         | osób   | %      | osób    | %       | osób      | %         |
| populacja                         | 8 794  | 100    | 4482    | 50,9    | 4312      | 49,1      |
| gęstość zaludnienia (mieszk./km²) | 71,2   | 71,2   | 35,8    | 35,8    | 35,4      | 35,4      |

## Sołectwa
Aleksandrów-Michałów, Dąbrowa, Kuźnica Grodziska, Kuźnica Wąsowska, Luborcza, Łabędź, Łysaków, Łysiny, Oblasy, Okołowice, Piaski, Pękowiec, Radoszewnica, Rudniki, Rudniki-Kolonia, Stanisławice, Stary Koniecpol, Teodorów, Wąsosz, Wólka, Zagacie, Załęże, Zaróg.

## Miejscowości bez statusu sołectwa
Aleksandrów k. Wąsosza, Borek, Kozaków, Ludwinów, Pod Jatnym, Siernicze-Gajówka, Stefanów, Teresów.

## Sąsiednie gminy
Dąbrowa Zielona, Lelów, Przyrów, Secemin, Szczekociny, Włoszczowa, Żytno